# Variation (kvalitetsteknik)
Variation är ett viktigt begrepp inom kvalitetsteknik. Under 1900-talet ledde insikten om att variation förekommer i alla typer av processer till omfattande förbättringar inom produktion. I en tillverkningsprocess kan detta exempelvis handla om spel i lager och styrningar eller varierande temperatur och fuktighet. Även mätsystem uppvisar variation.
Variation är en källa till bristande kvalitet och måste därför kartläggas, övervakas och, om möjligt, reduceras. Variationen i tillverkningsprocesser hanteras ofta med statistisk processkontroll (SPC), medan variationen i mätsystem vanligtvis hanteras med mätsystemanalys (MSA) eller beräkningar av mätosäkerhet.
Normalfördelning är tillämplig för en stor del av den variation som förekommer i produktionsprocesser och mätsystem. All variation är dock inte normalfördelad, vilket kräver andra sannolikhetsfördelningar.